# Martin Suchomel
Martin Suchomel, né le 11 septembre 2002 à Prague en Tchéquie, est un footballeur tchèque qui évolue au poste d'arrière gauche au Sparta Prague.

## Biographie

### En club
Né à Prague en Tchéquie, Martin Suchomel est formé par le club local du Sparta Prague. En janvier 2022 il est promu en équipe première pour participer à un camp d'entraînement.
C'est avec ce club qu'il commence sa carrière professionnelle, jouant son premier match le 9 février 2022, lors d'une rencontre de coupe de Tchéquie face au rival du SK Slavia Prague. Il est titularisé au poste d'arrière gauche et son équipe s'impose  par deux buts à zéro.
Après avoir passé l'automne 2022 avec l'équipe réserve du Sparta, Martin Suchomel rejoint le Mladá Boleslav le 3 janvier 2023, sous la forme d'un prêt.
Le 23 septembre 2023, Suchomel inscrit son premier but, lors d'une rencontre de championnat face au SK Dynamo České Budějovice. Buteur après son entrée en jeu, il donne la victoire à son équipe (1-2 score final).
En février 2024, Suchomel voit son prêt au Mladá Boleslav être prolongé jusqu'à la fin de la saison.
Lors de l'été 2024, Suchomel fait son retour au Sparta Prague, où il est intégré à l'équipe première en vue de la saison 2024-2025.

### En sélection
En juin 2022, Martin Suchomel est convoqué pour la première fois avec l'équipe de Tchéquie espoirs par le sélectionneur Jan Suchopárek. Il joue son premier match avec les espoirs lors de ce rassemblement, le 13 juin 2022 contre Andorre. Il entre en jeu à la place d'Adam Gabriel et son équipe s'impose par sept buts à zéro.